# Dapingien
Stratigraphie
Floien Darriwilien
Ordovicien inférieur
Le Dapingien est un étage géologique de l'Ordovicien, système de l'ère paléozoïque. Le Dapingien, premier des deux étages de l'Ordovicien moyen, s'étend de 470,0 ± 1,4 à 467,3 ± 1,1 millions d'années (Ma).

## Définition et point stratotypique mondial
La base de l'étage est définie par le niveau correspondant à la première date d'apparition (First appareance datum, FAD) de l'espèce de conodonte Baltoniodus triangularis''. Le sommet de l'étage correspond à la base du Darriwilien, défini par la première date d'apparition de l'espèce de graptolite Undulograptus austrodentatus.
Le point stratotypique mondial (PSM) (Global Boundary Stratotype Section and Point, GSSP) définissant la base du Dapingien est la coupe de Huanghuachang près de la ville de Yichang, en Chine. Dans cette coupe, la limite inférieure du Dapingien est située 10,57 m au-dessus de la base de la Formation de Dawan,. Le PSM a pour coordonnées géographiques 30° 51′ 38″ N, 111° 22′ 26″ E.

## Géochronologie
| Silurien                                            | Llandovérien | Rhuddanien  | plus récent    |
| Ordovicien                                          | supérieur    | Hirnantien  | 445.2 – 443.1  |
| Ordovicien                                          | supérieur    | Katien      | 452.8 – 445.2  |
| Ordovicien                                          | supérieur    | Sandbien    | 458.2 – 452.8  |
| Ordovicien                                          | moyen        | Darriwilien | 469.4 – 458.2  |
| Ordovicien                                          | moyen        | Dapingien   | 471.3 – 469.4  |
| Ordovicien                                          | inférieur    | Floien      | 477.1 – 471.3  |
| Ordovicien                                          | inférieur    | Trémadocien | 486.85 – 477.1 |
| Cambrien                                            | Furongien    | Étage 10    | plus ancien    |
| Subdivision de l'Ordovicien selon l'ICS, août 2018. |              |             |                |

Les dates de début et de fin du Dapingien ont été estimées respectivement à 470,0 ± 1,4 Ma et 467,3 ± 1,1 Ma, soit une durée de l'étage de 2,7 Ma. En 2004, les dates de début et de fin de l'étage — alors non nommé — étaient estimées respectivement à 471,8 Ma et 468,1 Ma,.